# Харт-бай-Грац
Харт-бай-Грац (нем. Hart bei Graz, до 1986 года  — Hart bei St. Peter) — община в Австрии, в федеральной земле Штирия. Входит в состав округа Грац-Умгебунг.  
,

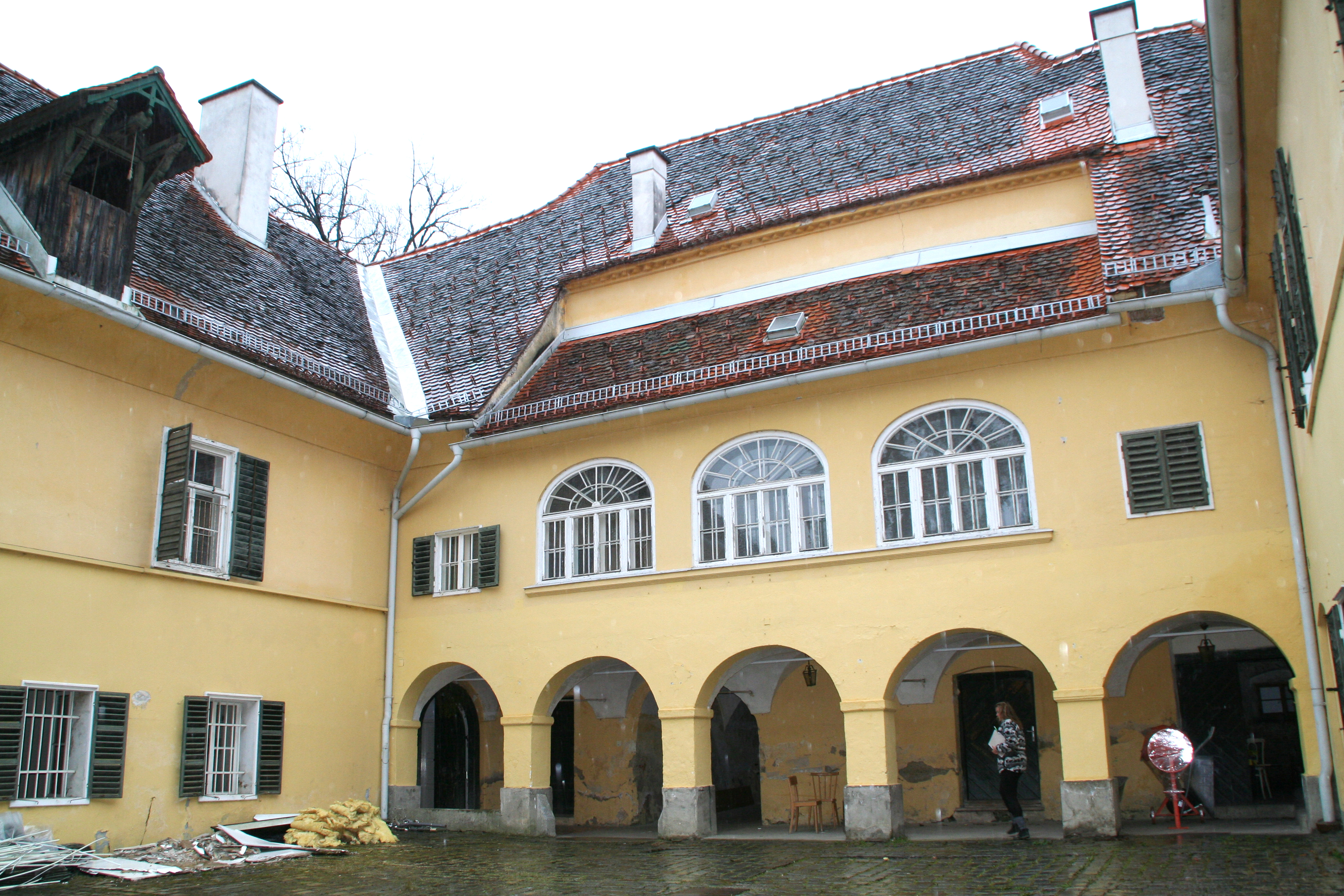
Замок Райнталь (Schloss Reinthal, KG Messendorf)

Население составляет 4376 человек (на 31 декабря 2005 года). Занимает площадь 10,99 км². Официальный код  —  60617.

## Политическая ситуация
Бургомистр общины — Герхард Пайер (СДПА) по результатам выборов 2005 года.
Совет представителей общины (нем. Gemeinderat) состоит из 21 места.
- СДПА занимает 14 мест.
- АНП занимает 4 места.
- Зелёные занимают 3 места.